# Askeröd
Askeröd är en småort i Västerstads socken i sydvästra Hörby kommun.
I Askeröd drev folkbildaren och författaren Nils Larsson i Dala den privata Skånska Lantbruksskolan mellan 1901 och 1944. Orten hade en station längs före detta järnvägen Ystad-Eslöv.